# Webmarketer
Webmarketer é o profissional que trabalha especificamente com marketing na Internet.
As atividades do Webmarketer são :
- Administrar redes sociais, comunidades e convidar consumidores a participar delas.
- Criar promoções exclusivas para divulgação na internet.
- Gerenciar campanhas de cliques, como por exemplo o Google ADWORDS.
- Gerenciar campanhas de banners em sites diversos.
- Identificar o público alvo do produto ou serviço em sites, blogs e fóruns.
- Monitorar a repercussão da campanha (positiva ou negativa) na internet.
- Publicar artigos relevantes para atrair consumidores.
- Propagar informações em blogs e foruns
- Recomendar os produtos ou serviços trabalhados para os consumidores na internet.
- Administrar campanhas de e-mail Marketing.
- Criação de conteúdo gráfico exclusivo para propaganda na internet.
- Criação e administração de HotSites específicos para a divulgação de um produto ou serviço.
- Interagir com consumidores nos diversos meios de comunicação na internet.

Denominação reconhecida internacionalmente, traduzida e adaptada ao Brasil.